# Нестиары
Нестиары — село в Воскресенском районе Нижегородской области России. Административный центр Нестиарского сельсовета. На 2017 год в селе числилось 7 улиц.

## География
Село располагается на северном берегу озера Нестиарское. Ближайший населённый пункт — село Заозерье, расположенное к западу от Нестиарского озера (в 300 м к западу от южных окраин Нестиар). Находится в 31 км к югу от районного центра —  рабочего посёлка Воскресенское, и в 85 км к север-востоку от Нижнего Новгорода. Высота цента села над уровнем моря — 82 м. 

## Название
Название села происходит от наименования озера, на берегу которого оно стоит.

## Население
| 1999 | 2002 | 2010 |
| ---- | ---- | ---- |
| 371  | ↗396 | ↘294 |

## Достопримечательности
- В селе расположена действующая церковь Николая Чудотворца.